# Trofeul Popeci 2013
Il Trofeul Popeci 2013 è stato un torneo di tennis facente parte della categoria ITF Women's Circuit nell'ambito dell'ITF Women's Circuit 2013. È stata la 7ª edizione del torneo che si è giocata a Craiova in Romania dal 12 al 18 agosto 2013 su campi in terra rossa e aveva un montepremi di $50,000+H.

## Partecipanti

### Teste di serie
| Nazionalità | Giocatrice               | Ranking* | Testa di serie |
| ----------- | ------------------------ | -------- | -------------- |
| Spagna      | Estrella Cabeza Candela  | 101      | 1              |
| Austria     | Patricia Mayr-Achleitner | 170      | 2              |
| Romania     | Cristina Dinu            | 206      | 3              |
| Russia      | Irina Chromačëva         | 217      | 4              |
| Slovacchia  | Kristína Kučová          | 220      | 5              |
| Paesi Bassi | Arantxa Rus              | 240      | 6              |
| Spagna      | Beatriz García Vidagany  | 246      | 7              |
| Rep. Ceca   | Tereza Smitková          | 257      | 8              |

- Ranking al 5 agosto 2013.

### Altre partecipanti
Giocatrici che hanno ricevuto una wild card:
- Elena Bogdan
- Ioana Ducu
- Camelia Hristea
- Ioana Loredana Roșca

Giocatrici che sono passate dalle qualificazioni:
- Alice Balducci
- Martina Caregaro
- Inés Ferrer Suárez
- Lisa-Maria Moser

Giocatrici che hanno ricevuto un entry come Junior Exempt:
- Ana Konjuh

## Vincitrici

### Singolare
Kristína Kučová ha battuto in finale  Alberta Brianti con il punteggio di 7–5, 3–6, 6–4.

### Doppio
Alice Balducci /  Katarzyna Kawa hanno battuto in finale  Diana Buzean /  Christina Shakovets con il punteggio di 3–6, 7–6(3), [10–8].